# مسجد باريس الكبير
مسجد باريس الكبير من أكبر مساجد فرنسا، شيّد من قبل الدولة الفرنسية، تكريما لها للجنود المسلمين الذين دافعوا عنها خلال الحرب العالمية الأولى، حيث اتخذ قرار بناء الجامع الكبير في باريس في اليوم التالي لمعركة فردان وخصص له 500.000 فرنك فرنسي، وساهم سلطان المغرب في إنشاء وقف إسلامي لإنهاء البناء، ودشِّن في يوم 15 يوليو 1926م من طرف الرئيس الفرنسي آنذاك دومارغ والسلطان المغربي مولاي يوسف بن الحسن.[بحاجة لمصدر]

## تاريخ
في صيف عام 1344هـ الموافق لعام 1926م، وُجِّهت دعوة لعدد من الشخصيات المغربية البارزة، لحضور حفل تدشين مسجد باريس، يتقدمهم السلطان يوسف بن الحسن، وأحمد سكيرج، الذي خطب وصلى بالناس في أول جمعة بالجامع، وباشا مدينة الجديدة علال القاسمي، والقائد حمو العزيزي، والقائد محمد بن الشريف السايسي الأمغاري، والأديب سيدي الفاطمي بن سليمان وغيرهم. عُيّن الشيخ محمد بلحسن الدباغ سنة 1930 إماما وخطيبا لمسجد باريس باقتراح من التهامي الكلاوي وكان يعقد به مجالس علمية.

### المعهد الإسلامي التابع للمسجد الكبير بباريس
تعاقب على رئاسة المعهد الإسلامي التابع للمسجد الكبير الذي تأسس سنة 1922 عدة شخصيات، بداية من قدور بن غبريط، كأول مدير له من سنة 1922م حتى سنة 1954م، ويوجد قبره خلف حديقة المسجد. خلال الحرب العالمية الثانية آوى المسجد حوالي 1600 من اليهود الفارين من النازيين، فقدم لهم قدور بن غبريط الحماية. بعد وفاة قدور بن غبريط، خلفه ابن أخيه أحمد بن غبريط بين 1954م- 1956م، في فترة شهدت استقلال كل من تونس والمغرب. تزامن ذلك مع تعيين حمزة بوبكر عميداً ورئيسا للمعهد من سنة 1957م وحتى سنة 1982م. ثم خلفه عباس بن الشيخ الحسين، الذي تولى الرأسة بين سنتي 1982- 1989م قام خلالها بإصلاحات في المسجد، خلفه تيجاني هدّام بين سنتي 1989 - 1992م، وهو طبيب عمل قبل وبعد رئاسته للمعهد في مناصب سياسية في الجزائر، ثم خلفه العميد الحالي الطبيب دليل بوبكر، الذي تولى أول رئاسة للمجلس الفرنسي للديانة المسلمة الجهة الممثلة دينياً للمسلمين لدى السلطات الفرنسية.

## أشغال البناء
اتخذ قرار بناء مسجد باريس، أول مسجد بني في فرنسا، بعد الحرب العالمية الأولى لتكريم عشرات الآلاف من المسلمين القتلى الذين قاتلوا من أجل فرنسا. يعود هذا القرار بشكل أدق إلى اليوم التالي لمعركة فردان عندما حُملت جمعية الحبوس مسؤولة عن بناء المسجد. تهدف هذه الجمعية، التي تأسست عام 1917، إلى تنظيم موسم الحج السنوي من مكة المكرمة إلى شمال أفريقيا، من خلال ضمان الظروف المنظمة لسلامة وصحة الحجاج خلال رحلتهم إلى الحجاز. 

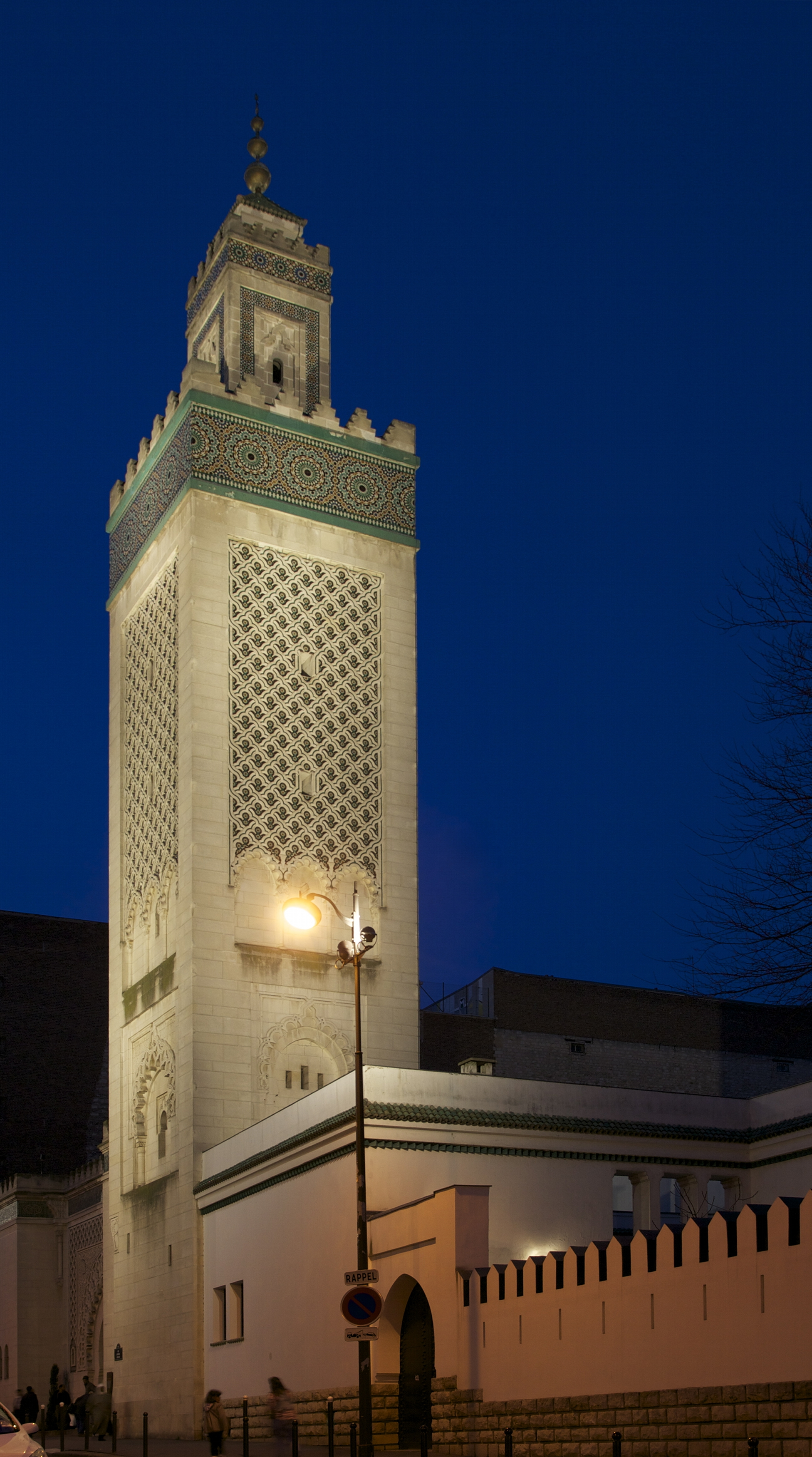
المئذنة وزينة الشرفة المخرم.

## العمارة

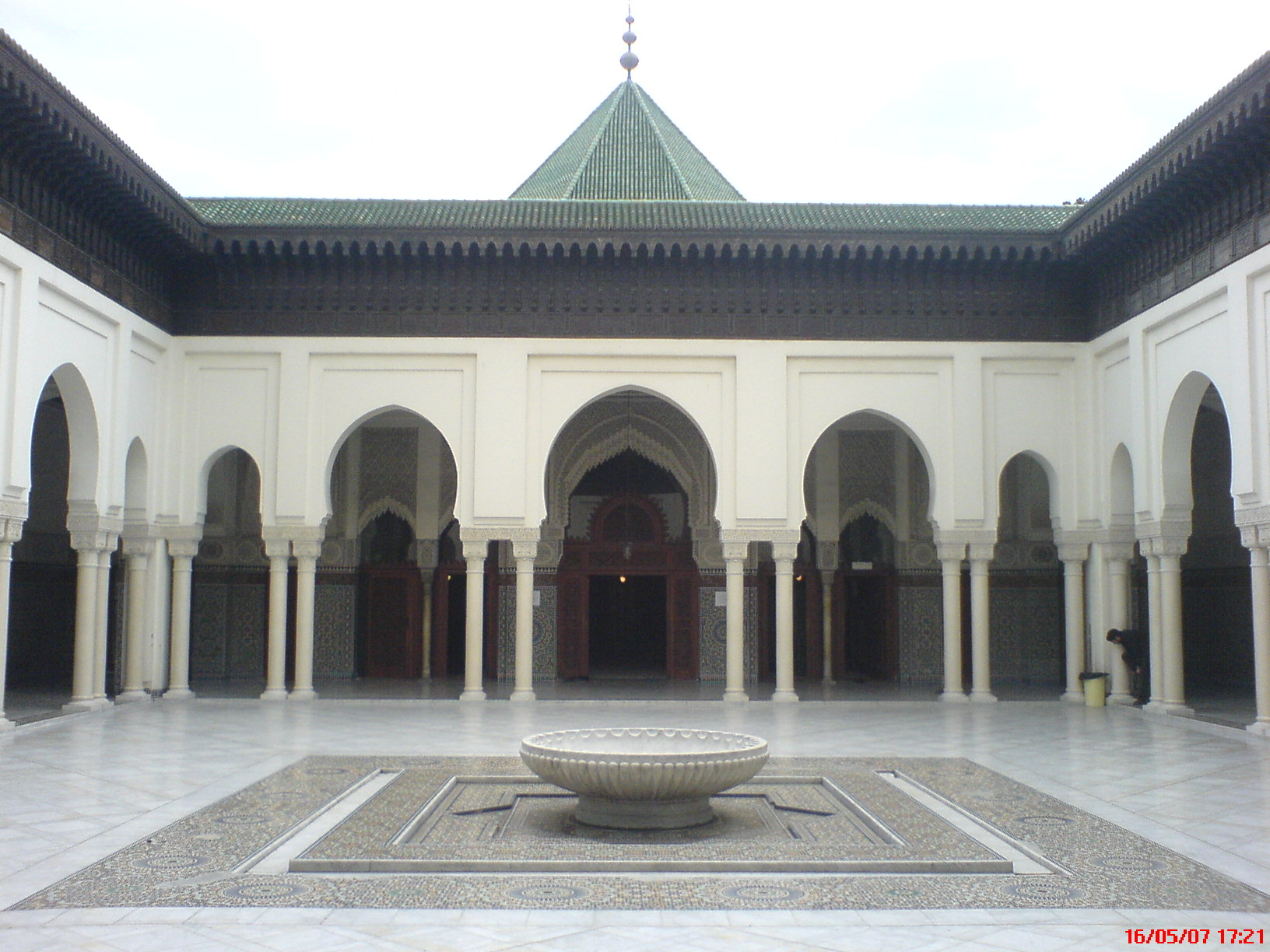
مبنى المسجد مستوحى من
جامع القرويين بفاس، والمنارة من جامع الزيتونة بتونس.

مستوحى من جامع القرويين في فاس (أحد أهم المساجد في المغرب وواحد من أقدم المساجد في العالم)، وبني على حد سواء على طراز الموحدين المغاربة والأندلس، جميع الأجزاء المزخرفة، ولا سيما الزليج، قام بها حرفيون متخصصون من المغرب وخاصة من فاس ومكناس وباستعمال المواد التقليدية. المئذنة التي ترتفع إلى 33 م مستوحاة من مسجد الزيتونة في تونس  على الطراز الموحدي. 
بني هذا الصرح الإسلامي على مساحة كبيرة تقدّر بـ7500 متر مربع، على أنقاض مستشفى «الرحمة» الذي تم نقله سنة 1911م إلى مكان آخر. ترتفع مئذنة هذا المسجد إلى طول 33 متراً. في المدخل الرئيسي توجد حديقة ب3500 متر مربع، تذكّر بحدائق قصر «الحمراء» في «غرناطة»، حيث يغلب الطابع الأندلسي المغربي على الهندسة المعمارية للمسجد المستوحاة من الفن الأندلسي بمدينتي فاس، كما هو حال النقوش التي تغطي جدران المسجد من الداخل، خاصة في مستوى البهو الكبير خارج قاعة الصلاة على يمين الحديقة. ويغلب على هذه النقوش اللون الأزرق. وباعتبار أن اللون الأخضر هو اللون الذي يُعرف به الإسلام، تم استخدام هذا اللون لتزيين شرفات البهو الذي تتوسطه نافورة جميلة. كما تمت تغطية البهو بمادة بلاستيكية بيضاء حتى يتم استغلاله كمكان للصلاة يوم الجمعة. أما قاعة الصلاة فهي أيضاً تحفة معمارية تجمع بين الطابع القديم والحديث، حيث تم الاحتفاظ بالطريقة التقليدية في الإنارة، وتوجد ثريا معلقة في قبة المسجد تزن 300 كلج، كما يوجد على يمين المحراب منبر قُدّم هدية من الملك فؤاد ملك مصر. والفقيه والشاعر أحمد سكيرج هو ناظم الأبيات الشعرية المنقوشة داخل وخارج المسجد.
المسجد، يحتوي على :
- قاعة صلاة مزينة بالعديد من التأثيرات من العالم الإسلامي.
- مدرسة.
- مكتبة.
- غرفة اجتماعات.
- حدائق عربية بمساحة إجمالية 3 500 م2.
- المرفقات : مطعم، غرفة شاي، حمام و متاجر.

أُدرج المسجد، وكذلك المركز الإسلامي، في قائمة الجرد الإضافية للمعالم التاريخية في فرنسا بمرسوم 9 ديسمبر 1983. وحصل المبنى أيضًا على علامة "تراث القرن العشرين". يمكن أن يستوعب مسجد باريس 1 000 شخص، ويسمح بدخول النساء و لديه قاعة للوضوء بالإضافة إلى مدخل مخصص للمعاقين.

## التمويل

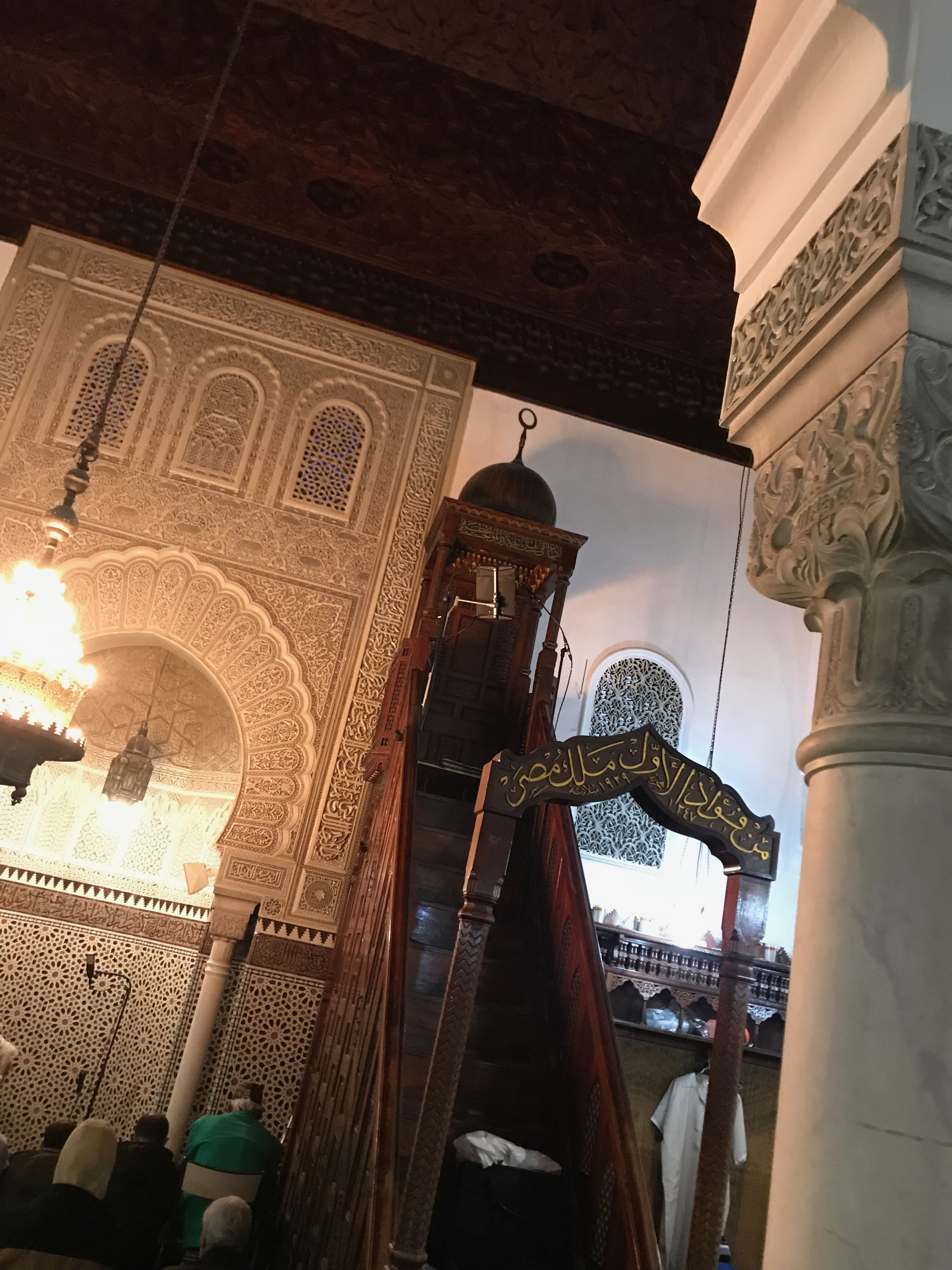
منبر المسجد عام 1929 م قدمه فؤاد الأول ملك مصر.

مولت الدولة الفرنسية المسجد الكبير في باريس منح قانون 19 أغسطس 1920 (الجريدة الرسمية 21 أغسطس 1920 ) إعانة قدرها 500 000 فرنك  لبناء معهد إسلامي يتألف من مسجد ومكتبة وقاعة للمؤتمرات والدراسة. قانون 19 أغسطس 1920 يخرق قانون الفصل بين الكنائس والدولة المتعلق بالعلمانية على الرغم من أن الموقعين على القانونين هم نفس الأشخاص مثل إدوارد هيريوت وأريستيد برياند. بني المسجد الحرام في موقع مستشفى الرحمة القديم وبجوار حديقة النباتات في باريس. وُضع الحجر الأول في 19 أكتوبر 1922. قام بتنفيذ الأعمال روبرت فورنيز وموريس مانتوت وتشارلز هيوبيس وفقًا لخطط موريس ترانشانت دي لونيل.
افتتح يوم 16 يوليو 1926، بحضور الرئيس غاستون دومرغ وسلطان المغرب مولاي يوسف. ثم احتفل دومرغ بالصداقة الفرنسية-الإسلامية التي تم إغلاقها بالدماء في ساحات القتال الأوروبية ويؤكد بأن الجمهورية تحمي جميع المعتقدات. في اليوم الذي سبق الافتتاح، عقد مصالي الحاج الاجتماع الأول لنجم شمال إفريقيا، وانتقد «المسجد-يطالب».
في عام 1929 م منح ملك مصر فؤاد الأول منبر المسجد المستخدم حتى يومنا هذا. 

## مقالات ذات صلة
- قائمة المساجد في فرنسا
- مسجد ايفري كوركورون
- مسجد مدريد المركزي

## معرض الصور

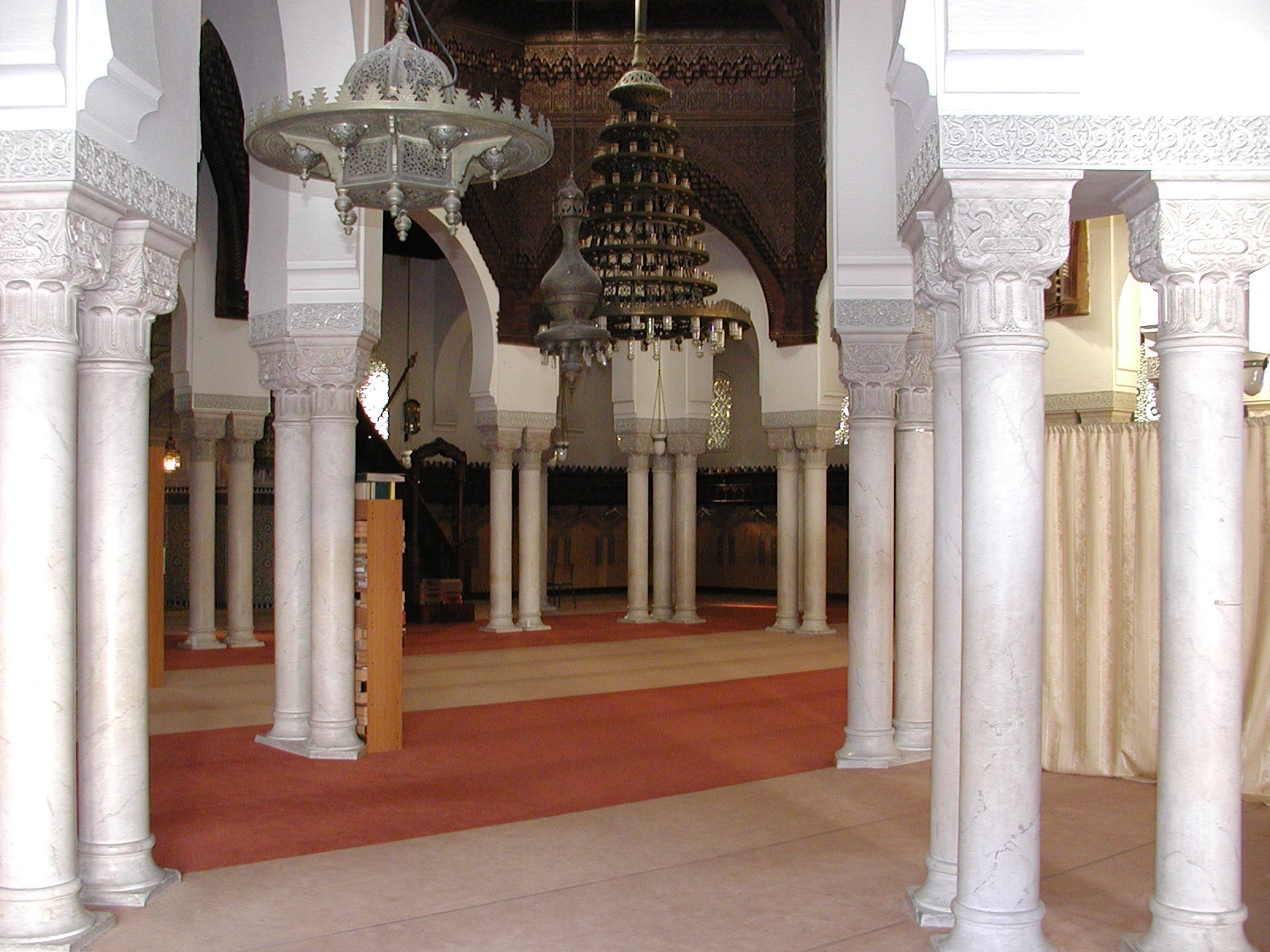
قاعة الصلاة بمسجد باريس
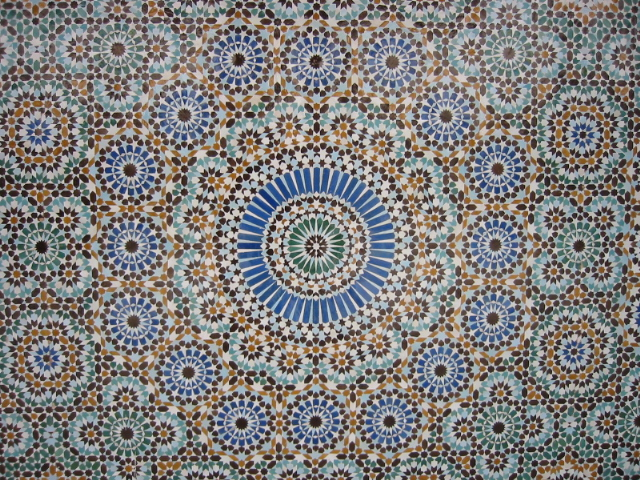
زخرفة الزليج
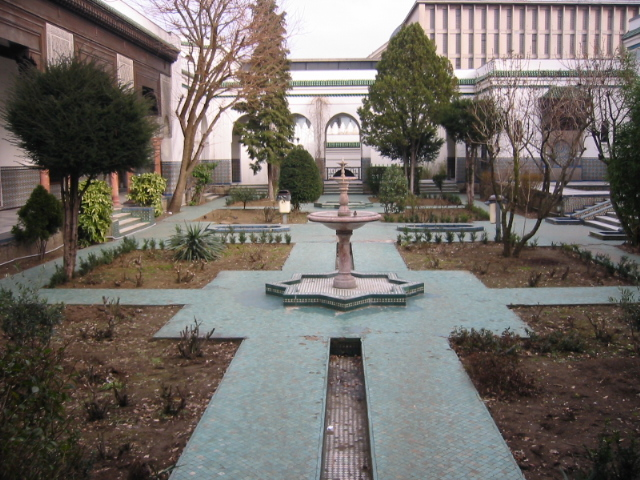
بستان ونافورة الحديقة
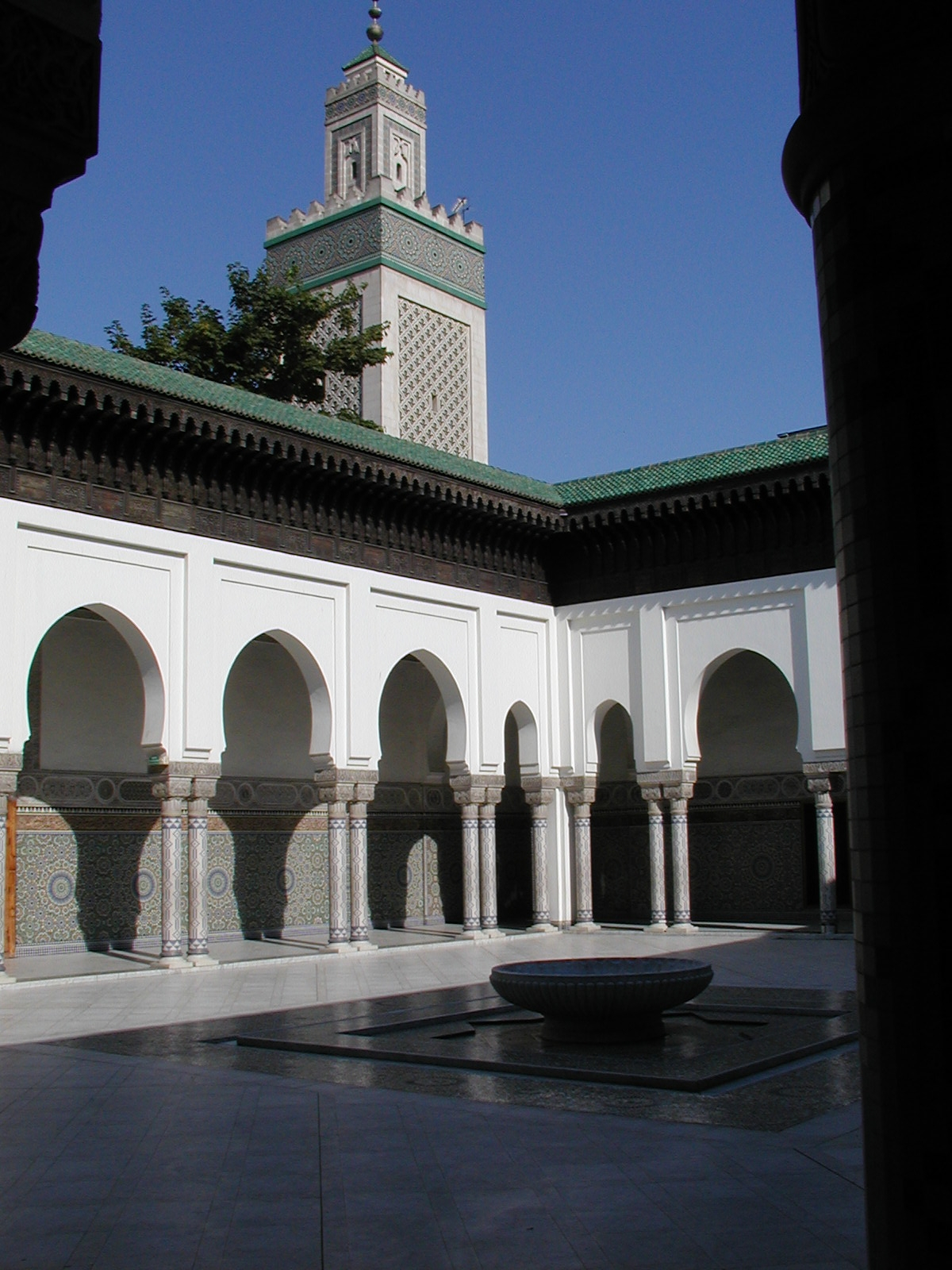
الساحة الداخلية
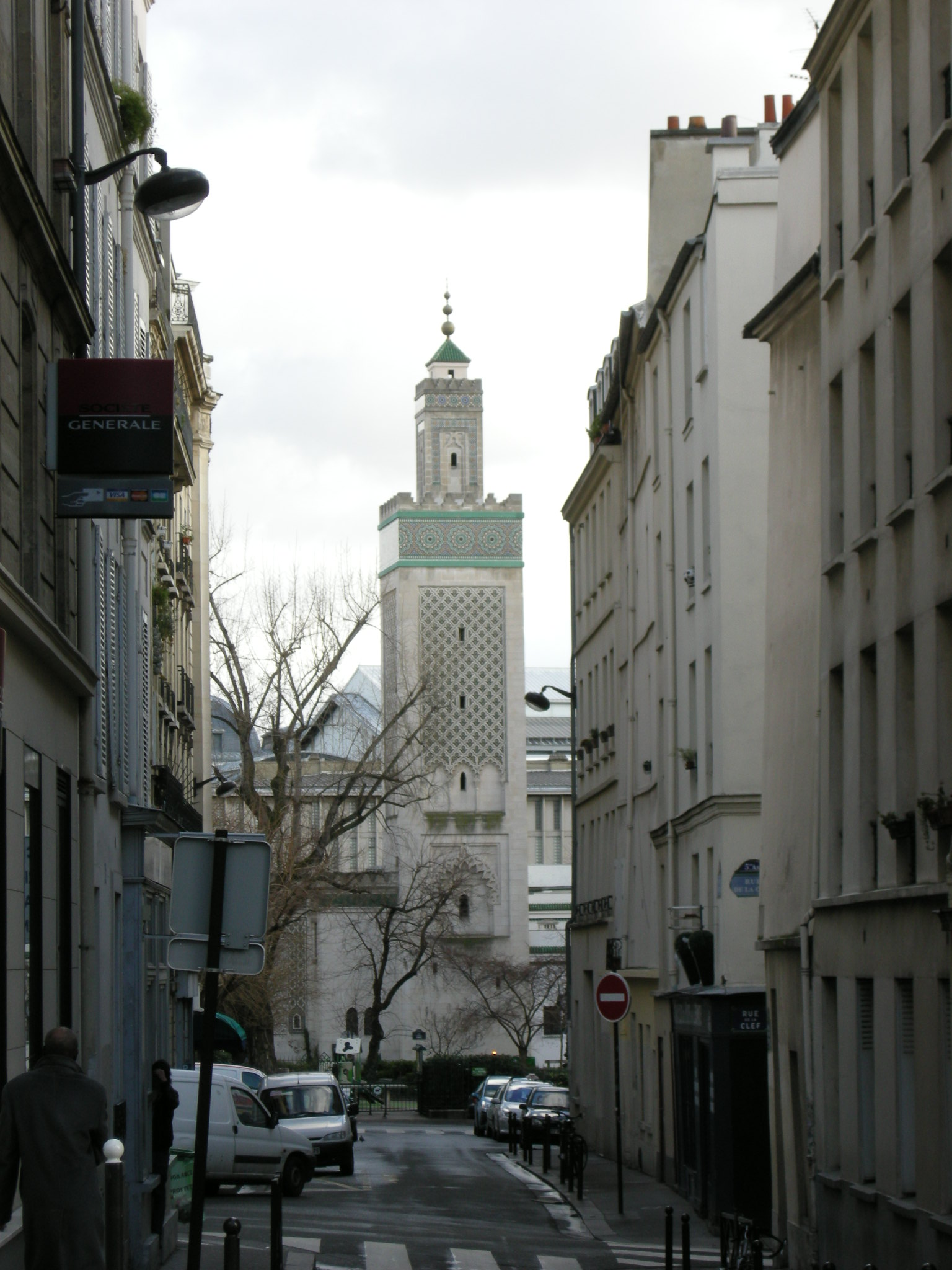
صومعة مسجد باريس من زاوية بعيدة
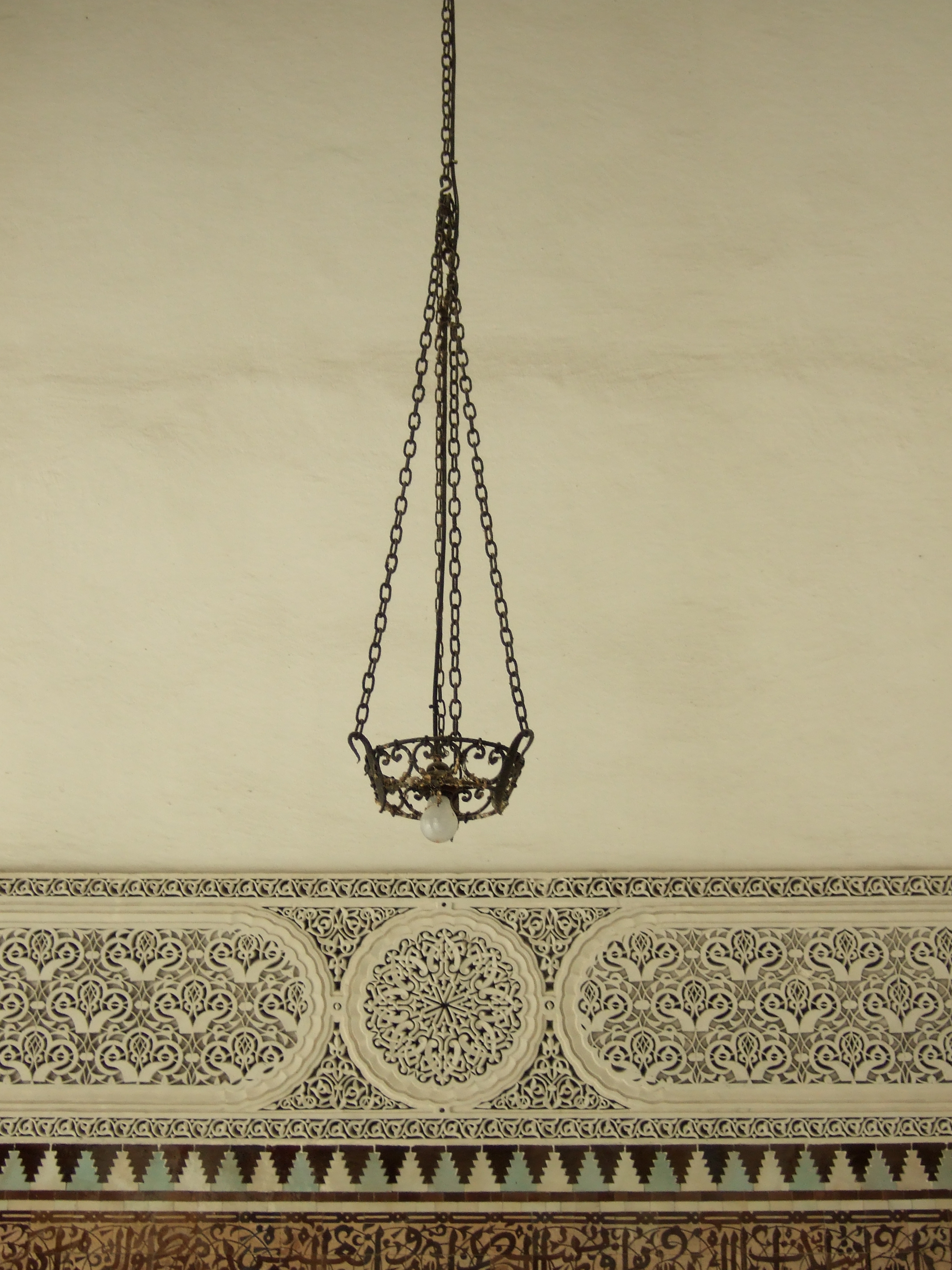
يحتفظ المسجد بطريقة الإنارة القديمة
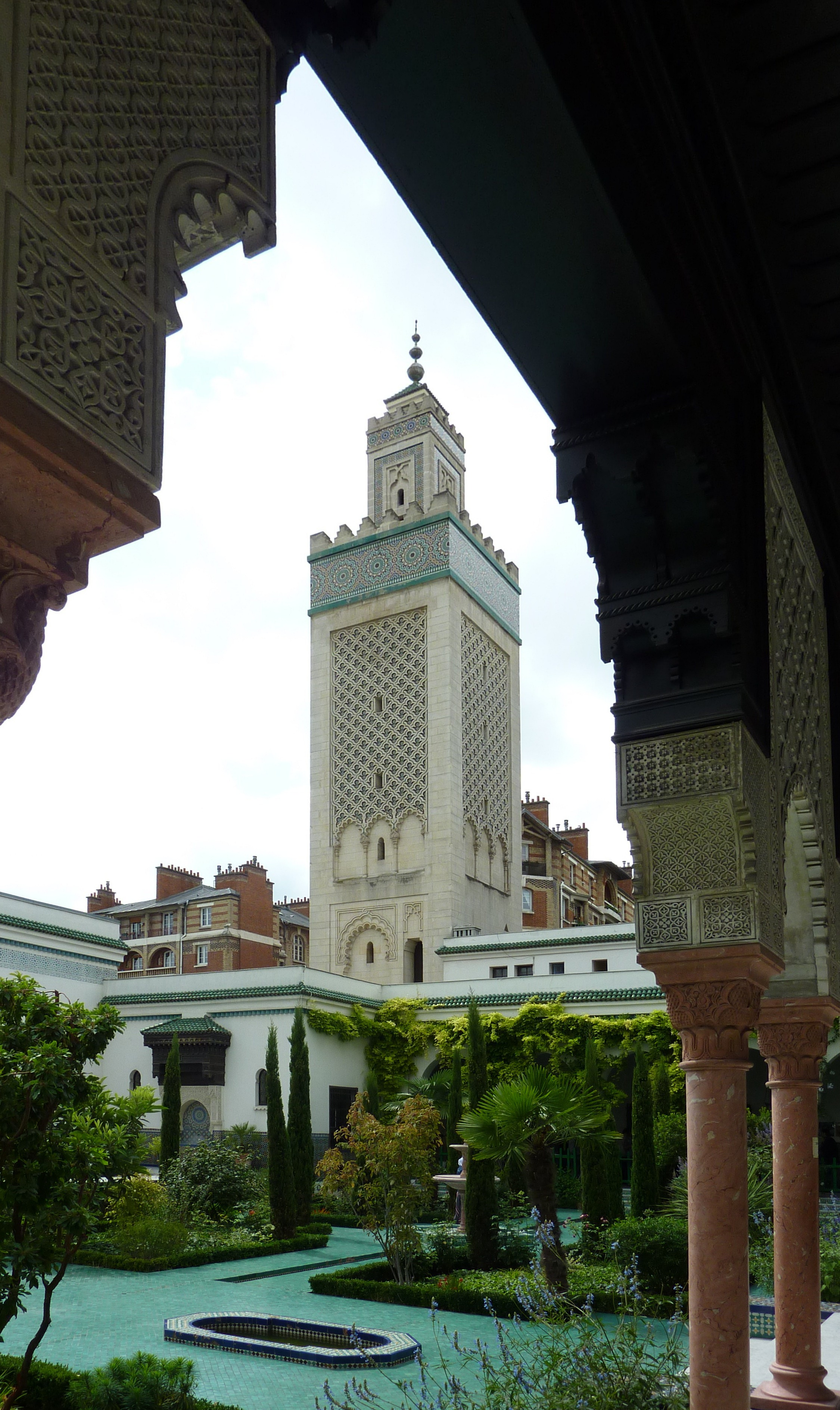
حديقة وصومعة المسجد
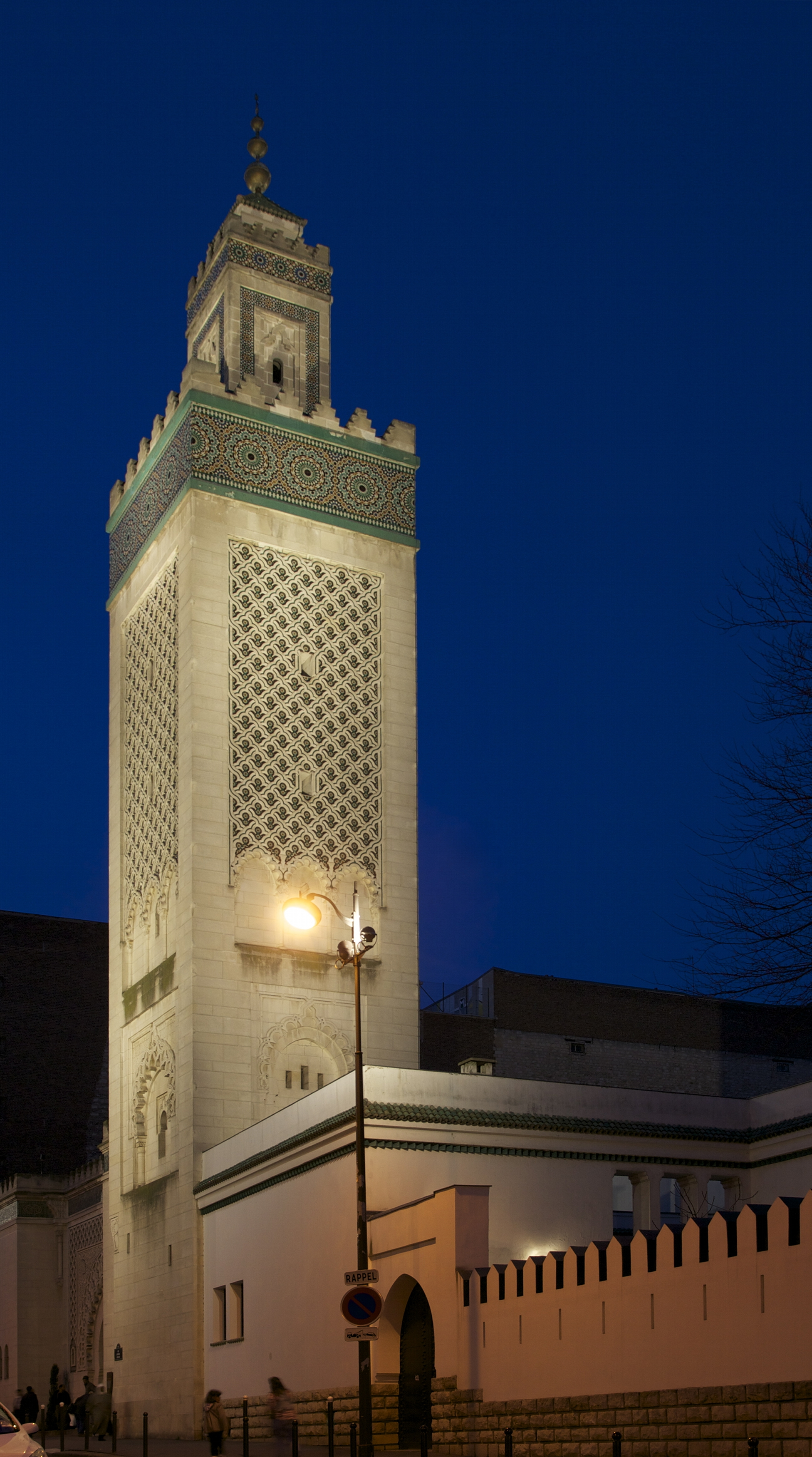
المسجد ليلا

## روابط
- مسجد باريس الكبير (بالفرنسية)
- نص أول خطبة جمعة في مسجد باريس